# بیرونوسور
بیرونوسور(نام علمی: Byronosaurus) نام یک سرده از تیره ترودونتیدس است.